# Bucle (teoría de grafos)

Un grafo con un bucle en el vértice 1.

En teoría de grafos, un bucle o loop es una arista que conecta un vértice consigo mismo. Un grafo simple no posee bucles.
Dependiendo del contexto, un grafo o multigrafo puede estar definido o no para permitir en él la presencia de bucles

## Grados
Para un grafo no dirigido, el grado de un vértice es igual al número de vértices adyacentes. Sin embargo, si un vértice posee un bucle, se deben añadir dos a su grado. Esto es porque cada conexión de la arista del bucle cuenta como su propio vértice adyacente; o en otras palabras, un vértice con un bucle se ve a sí mismo como un nodo adyacente a ambos vértices finales de la arista.
Para un grafo dirigido, un bucle añade uno al grado de entrada y uno al grado de salida.